# Kamenná kašna v Kutné Hoře
Kamenná kašna je dílo nacházející se na Rejskově náměstí v Kutné Hoře. Je chráněna jako kulturní památka České republiky.

## Historie
Kašnu v letech 1493–1495 pravděpodobně postavil mistr Briccius Gauske (dříve byl za stavitele kašny považován Matěj Rejsek). Výstavbu financoval Jan Smíšek z Vrchovišť, majitel Hrádku. Jedná se o bohatě zdobený kamenný dvanáctiboký hranol ve stylu pozdní gotiky. Původně měla dle starých popisů atikové zábradlí a vysokou šestibokou střechu a zřejmě ji zdobilo i několik soch na konzolách. Stavitel vystihl vztah obyvatel k vzácné vodě, která ve středověku musela být do města přiváděna několik kilometrů dlouhým dřevěným potrubím.
Kašna sloužila jako rezervoár pitné vody až do roku 1890. V letech 1887–1890 byla restaurována Ludvíkem Láblerem.

## Fotogalerie

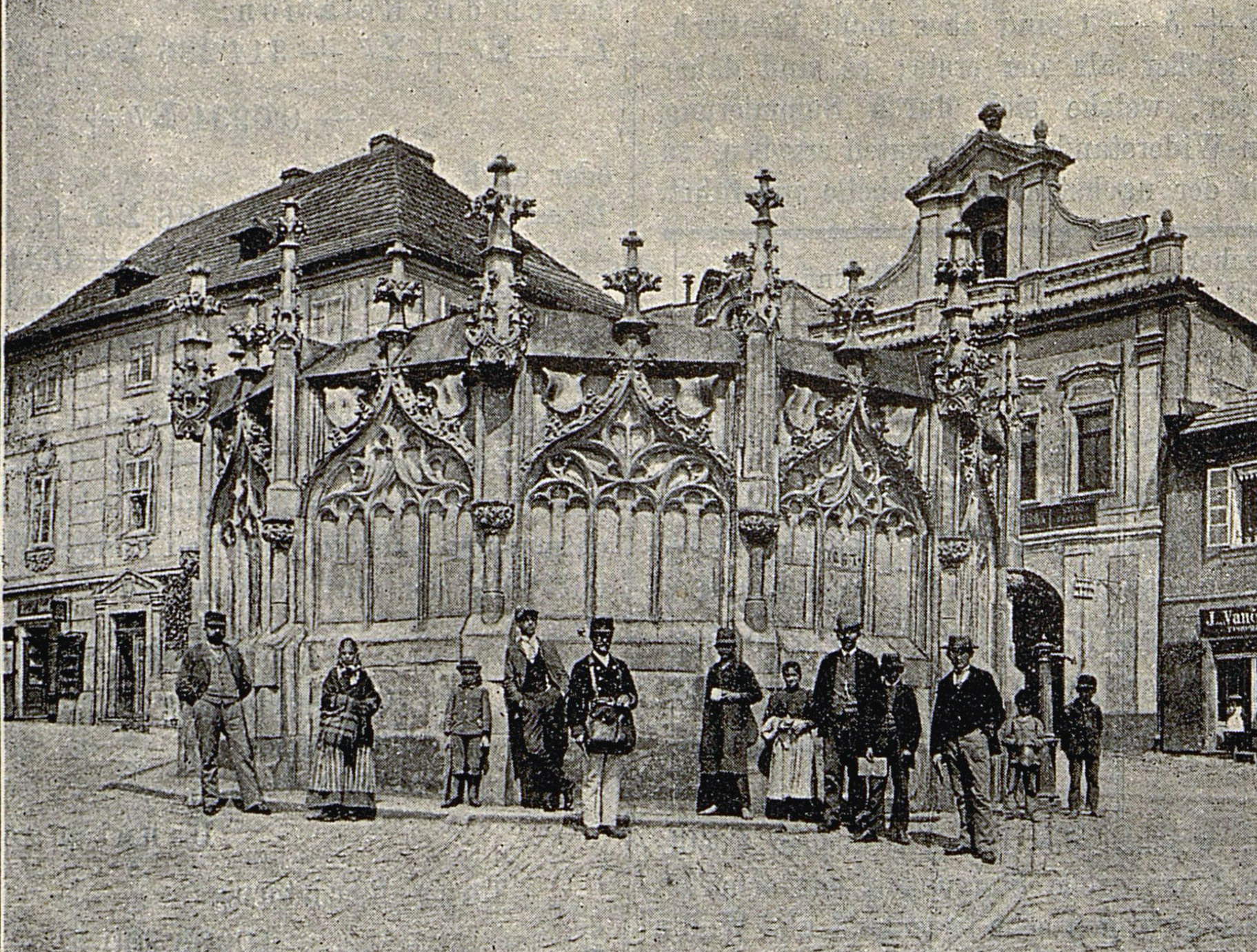
1896
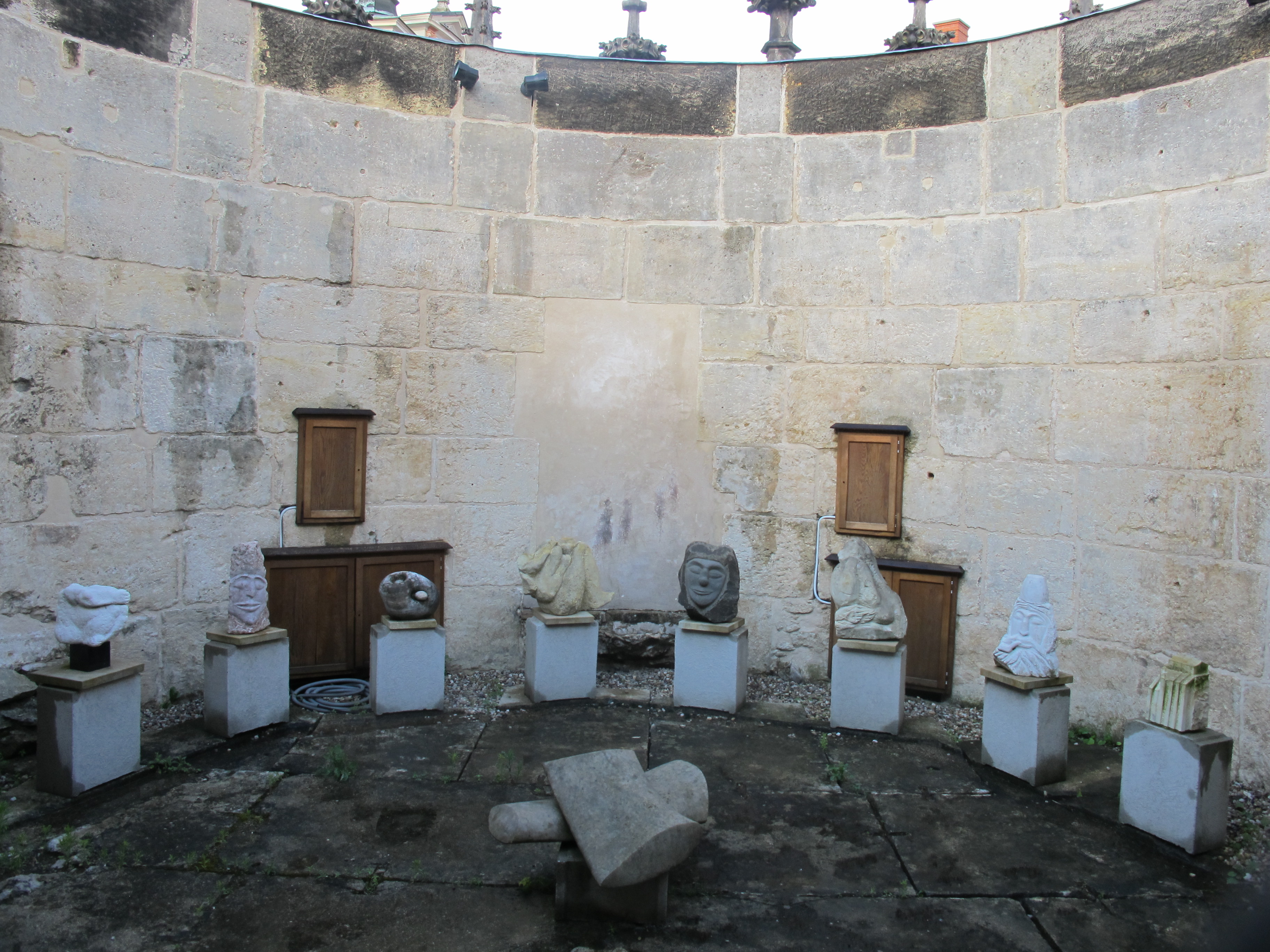
Vnitřek kašny
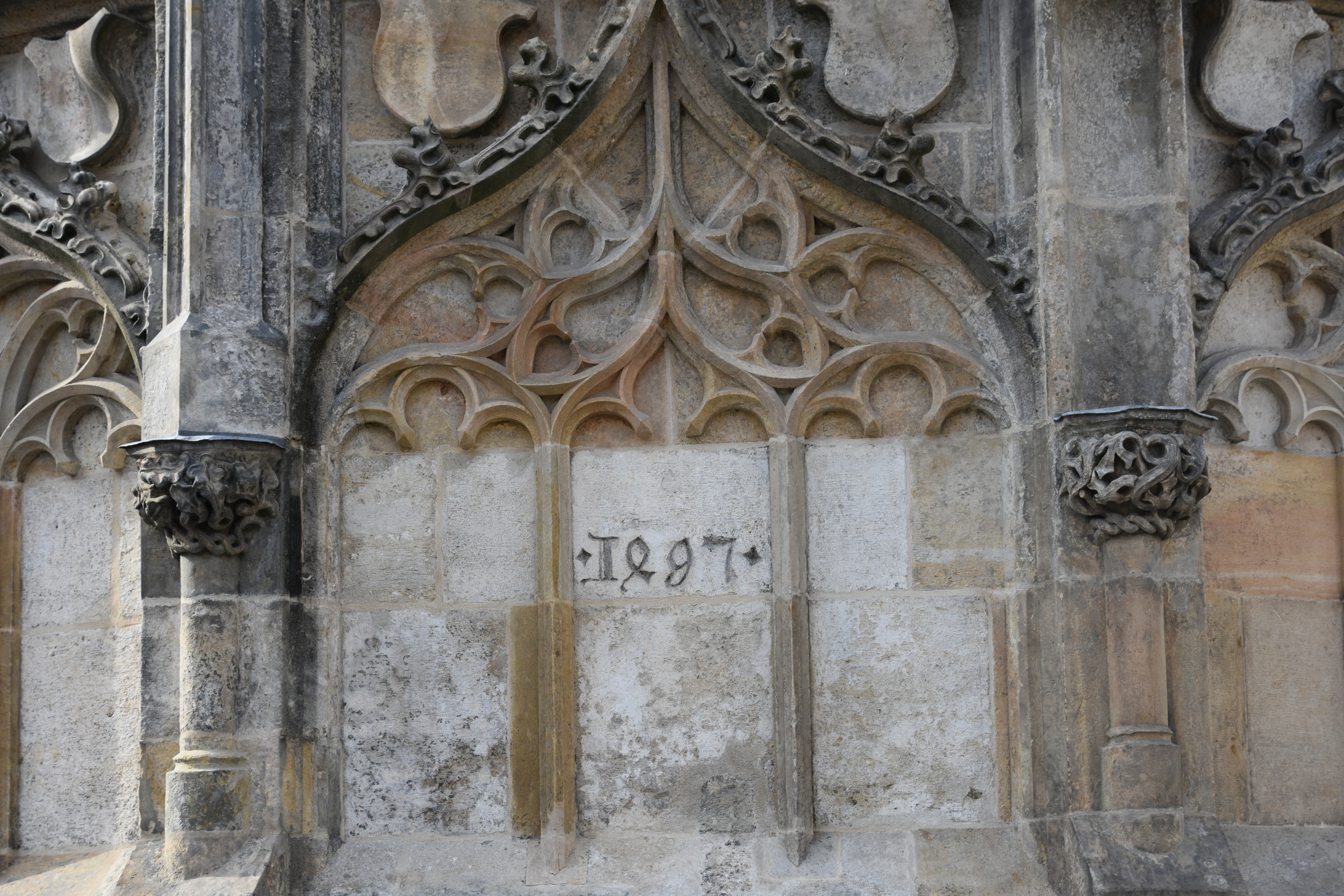
Detail vnější stěny
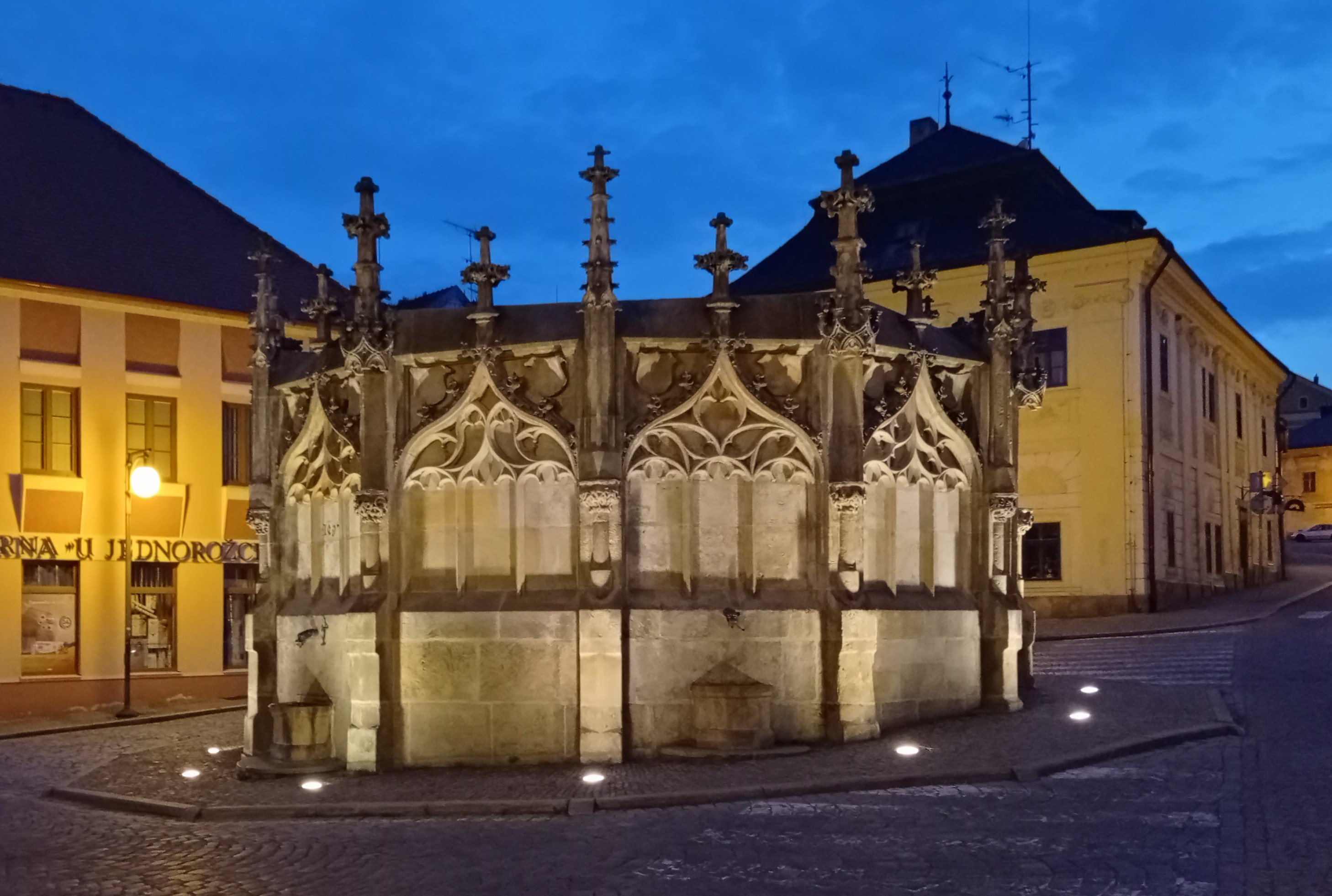
Kašna v noci
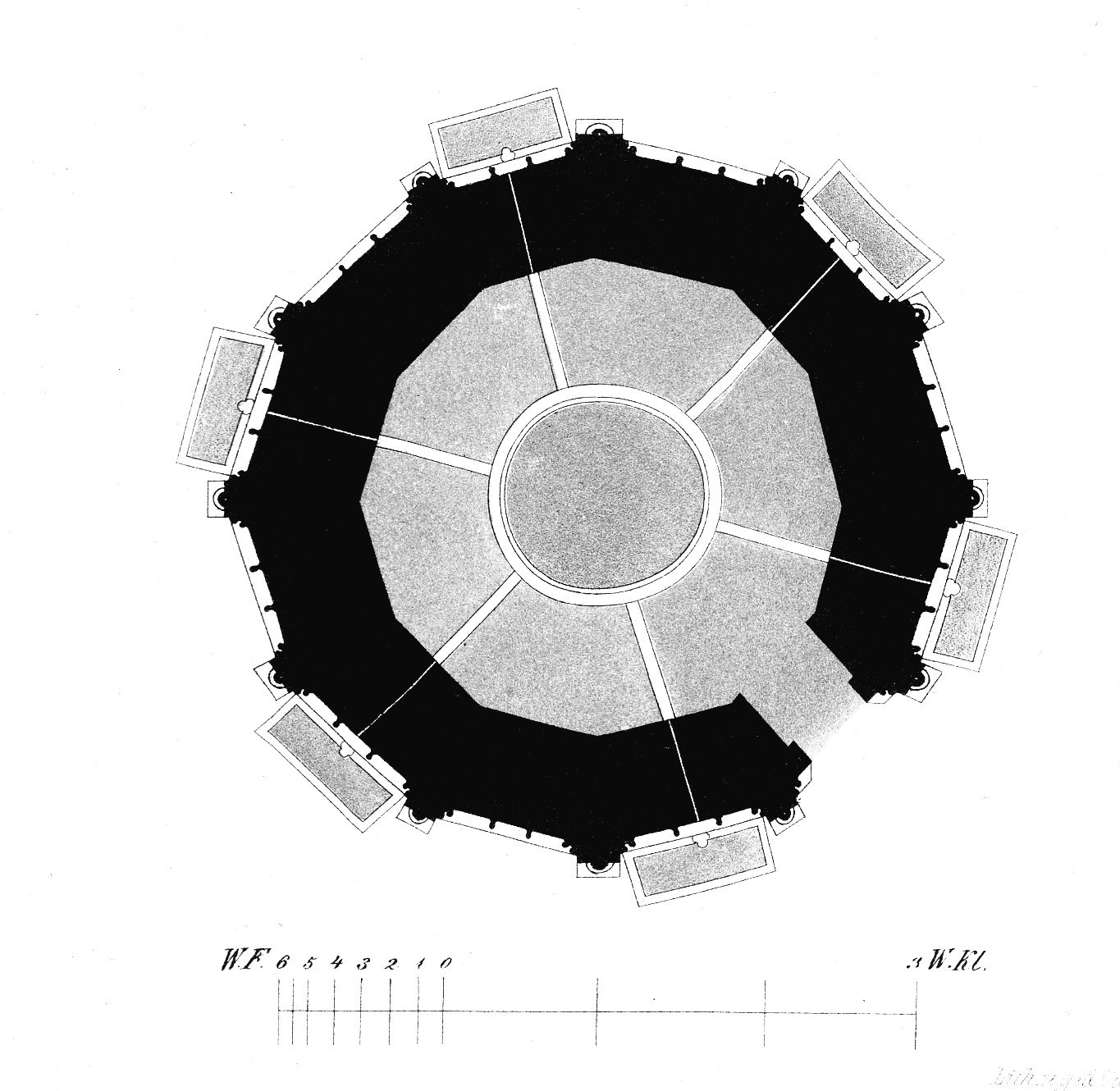
Plánek z roku 1856
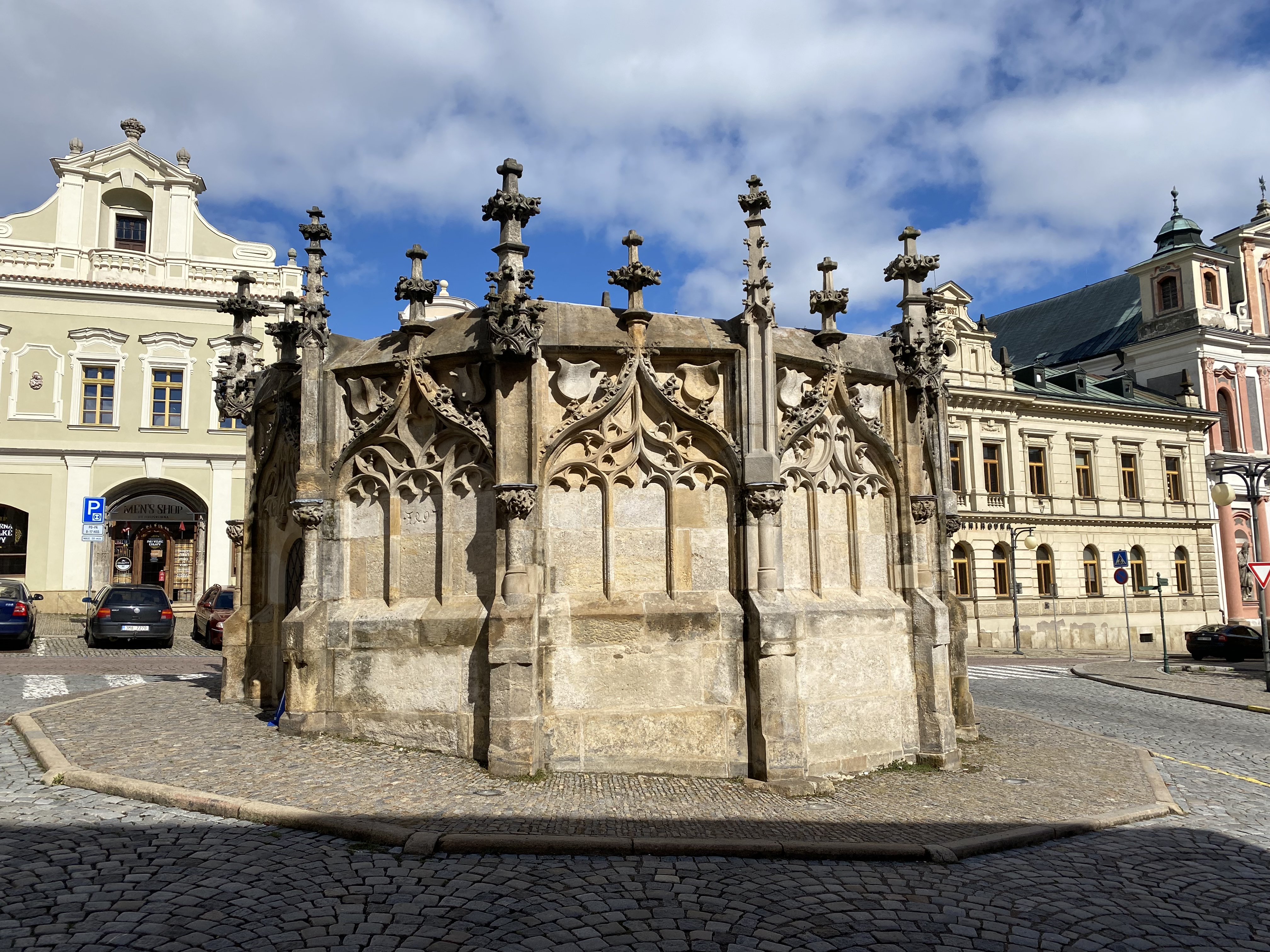
Kamenná kašna rok 2022